# Antoni Choiński
Antoni Feliks Choiński (ur. 13 października 1839 w Poznaniu, zm. 1919 w Poznaniu) – ksiądz, proboszcz w parafii farnej w Bydgoszczy (1872-1887).

## Życiorys
Był synem Franciszka, egzekutora sądowego, i Franciszki z Raczyńskich. Uczył się w Gimnazjum św. Marii Magdaleny w Poznaniu, gdzie w 1857 r. zdał egzamin dojrzałości. Następnie wstąpił do poznańskiego seminarium duchownego. Po ukończeniu w nim studium teologicznego (1861), nie mógł przyjąć święceń kapłańskich z powodu zbyt młodego wieku. Wysłano go do Münster, gdzie uzyskał dyplom licencjata teologii w 1863 r.
Po otrzymaniu święceń kapłańskich w 1863 r. rozpoczął pracę duszpasterską, jako wikariusz w Wągrowcu, a następnie w Łęgowie Tarnowskim (1864-1868). Pracę duszpasterską jako proboszcz rozpoczął w 1868 r. w Owińskach koło Rogoźna, a w 1871 r. przeniesiono go do Bydgoszczy na stanowisko proboszcza parafii farnej św. Marcina i Mikołaja. Jednocześnie został rektorem oddanego katolikom kościoła garnizonowego, kapelanem wojskowym i nauczycielem religii w miejscowym gimnazjum.
Wkrótce podniesiono przeciw niemu zarzuty, że zaniedbuje sprawy majątkowe parafii, lekceważy osoby innych wyznań oraz trzyma się z dala od ludzi niewykształconych. Zmierzano do usunięcia go z parafii. Sąd kościelny II instancji uchylił jednak stawiane przeciw niemu oskarżenia. Proboszczem bydgoskim pozostał do 1886 r. Doznane przykrości i zły stan zdrowia skłoniły go w tym roku do rezygnacji z probostwa i przejścia na emeryturę. Dla poratowania zdrowia wyjechał do Nicei i przebywał tam na kuracji do 1892 r.
Od 1860 r. był członkiem zwyczajnym Poznańskiego Towarzystwa Przyjaciół Nauk. W 1870 r. został członkiem Komisji Ortograficznej tego Towarzystwa. Opublikował broszurę pt. '”Słowo o języku polskim przy sposobności wieca językowego” (Poznań 1870). Działał w Towarzystwie Czytelni Ludowych, prowadząc m.in. w Bydgoszczy bibliotekę. Interesował się sprawami kościelnymi i narodowymi w państwie pruskim. Wydał w Paryżu, po francusku, broszurę o działalności ustawodawczej parlamentu Rzeszy w latach 1887-1890.
Po powrocie z Francji osiadł we Wrocławiu (1892-1902), a następnie zamieszkał w Dreźnie. Przesyłał stamtąd korespondencje do Dziennika Poznańskiego, umieszczaną na jego łamach, na ogół bezimiennie. Zastanawiał się nad przyczynami upadku Polski i swoje dociekania przedstawił w obszernej rozprawie pt „Błędna i zgubna polityka Polski od Kazimierza Wielkiego do dziś dnia”. (Poznań 1913). Wydał także po niemiecku odezwę z podtytułem: „W sprawie wskrzeszenia Polski”.
W lipcu 1914 r. powrócił do Poznania, gdzie, mimo słabego zdrowia, nie stronił od publicystyki. Interesował się kwestią przysposobienia młodzieży do szkół wyższych, języka rosyjskiego w szkołach warszawskich, wolności i języka. 
Zmarł 11 lipca 1919 r. w Poznaniu. Został pochowany na miejscowym cmentarzu parafii farnej.